# Regola della quarta potenza (ingegneria civile)
In ingegneria civile la regola della quarta potenza (nota anche come legge della quarta potenza) afferma che maggiore è il carico per asse di un veicolo, maggiore è lo stress su una strada causato da quell'autoveicolo e che, in particolare, tale sollecitazione della pavimentazione stradale aumenta proporzionalmente alla quarta potenza del carico per asse.
La scoperta di tale regola è avvenuta nel corso di una serie di esperimenti scientifici svolti negli Stati Uniti d'America alla fine degli anni 1950 ed è stata decisiva per lo sviluppo di linee guida standard per la costruzione di strade.

## Ricerca

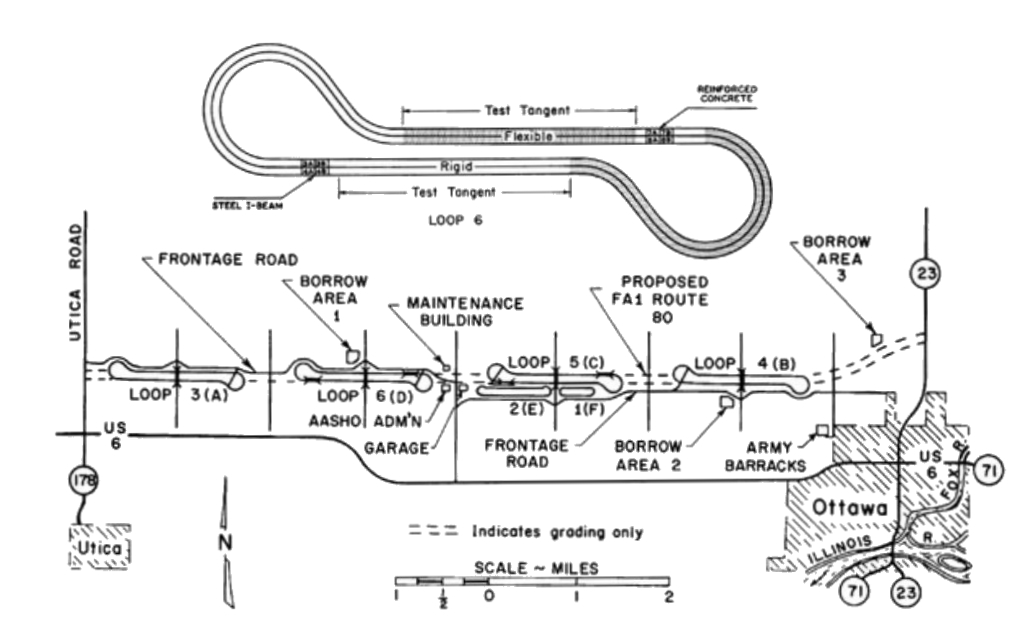
Schema dei sei circuiti realizzati nel test stradale AASHO.

All'inizio degli anni 1950, l'American Association of State Highway Officials (AASHO), vale a dire l'ente incaricato della definizione degli standard e della pubblicazione di specifiche, protocolli di test e linee guida utilizzati nella progettazione e costruzione di autostrade negli Stati Uniti d'America, si è occupato della valutazione di quanto l'entità del carico per asse di un veicolo influisse sulla durata di una pavimentazione stradale. A tale scopo, nel 1956, a Ottawa, in Illinois, fu realizzato un complesso di test che consisteva in sei circuiti a doppia corsia pavimentati per metà in asfalto e per metà in cemento. In tutto erano presenti 836 segmenti aventi ognuno un diverso spessore del materiale superficiale, costituente il manto stradale, di quello di base e di quello di fondazione, ed erano presenti anche 16 piccoli ponti a campata. Nel corso del test, denominato AASHO Road Test, le corsie sono state percorse praticamente ininterrottamente per due anni, dal 15 ottobre 1958 al 30 novembre 1960, da camion aventi ognuno un diverso carico per asse.
Durante la valutazione della serie di test, costituita da oltre 1,1 milioni di passaggi di autocarri, è emersa l'esistenza di una connessione tra lo spessore della pavimentazione, il carico per asse del veicolo, il numero di passaggi del veicolo e la vita utile di una strada, la quale, si è scoperto, viene ridotta all'incirca proporzionalmente alla quarta potenza del carico per asse.
Negli anni, diversi esperti hanno messo in discussione l'accuratezza della regola della quarta potenza, poiché i risultati dei test dipendono anche da altri fattori, quali ad esempio la velocità del veicolo, il numero di ruote su ogni asse e le condizioni climatiche, e l'esponente a cui elevare il rapporto tra i carichi su ogni asse varierebbe quindi tra 3 e 6. Tuttavia, il risultato del test stradale della AASHO, forse il più grande test su strada del XX secolo, vengono ancora oggi presi in considerazione durante la progettazione di strade in tutto il mondo. In particolare, oltre all'uso della legge in oggetto, ciò si riflette nell'uso del carico assiale equivalente ridotto, nel concetto di indice di manutebilità del mando stradale (Present Serviceability Index, PSI), nell'uso di barre d'acciaio e di giunti nelle pavimentazioni in calcestruzzo, ed altro ancora.

## Esempi di calcolo
Il seguente esempio mostra come un'automobile, un autocarro (o camion) e una bicicletta influenzino in modo diverso la superficie di una strada in accordo alla regola della quarta potenza.
- Automobile (peso totale 2 tonnellate, 2 assi): carico per asse: 1 tonnellata
- Autocarro (peso totale 30 tonnellate, 3 assi): carico per asse: 10 tonnellate

Nel caso sopra riportato, il carico su un asse (2 ruote) è 10 volte maggiore per un autocarro che per un'auto. Tuttavia, la regola della quarta potenza afferma che il rapporto tra lo stress causato alla pavimentazione stradale da questi due veicoli è pari al rapporto tra i carichi su un asse elevato alla quarta potenza.
Il rapporto tra il suddetto stress causato da un autocarro e quello causato da un'automobile è dunque di 10 000 a 1:
{\displaystyle 10^{4}=10\cdot 10\cdot 10\cdot 10=10000}
Lo stesso procedimento può essere adottato trattando il caso di una bicicletta e di un'automobile:
- Bicicletta (peso totale 0,1 tonnellate, 2 assi): carico per asse: 0,05 tonnellate
- Automobile (peso totale 2 tonnellate, 2 assi): carico per asse: 1 tonnellata

In questo caso il carico per asse è 20 maggiore in un'automobile rispetto al caso di una bicicletta. Ciò significa che, per la regola della quarta potenza, il rapporto tra lo stress causato alla pavimentazione stradale da un'automobile e quello causato da una bicicletta è di 160 000 a 1:
{\displaystyle 20^{4}=20\cdot 20\cdot 20\cdot 20=160000}
Da ciò si evince che per avere gli stessi danni al manto stradale causati dal singolo passaggio di un'automobile occorre effettuare 160 000 passaggi con una bicicletta. 
Da quanto sopra descritto si può quindi dedurre che gran parte dei danni al manto stradale è causata dagli autoveicoli pesanti che, per definizione, sono quelli aventi un peso totale superiore ai 3500 kg, carico compreso.